# 拉弗拉芒格里 (北部省)
拉弗拉芒格里（法語：La Flamengrie，法語發音：[la flamɑ̃ɡʁi]）是法国上法蘭西大區北部省的一个市镇，属于埃尔普河畔阿韦讷区。

## 地理
拉弗拉芒格里（50°18'55"N, 3°42'59"E）面积2.03 平方千米，位于法国上法蘭西大區北部省，该省份为法国最北部的省份及最长的省份，西北濒北海，西接加来海峡省，南至埃纳省和索姆省，东与比利时接壤。
与拉弗拉芒格里接壤的市镇（或旧市镇、城区）包括：贝特勒希、圣瓦斯特、小瓦尔尼、奥内勒。

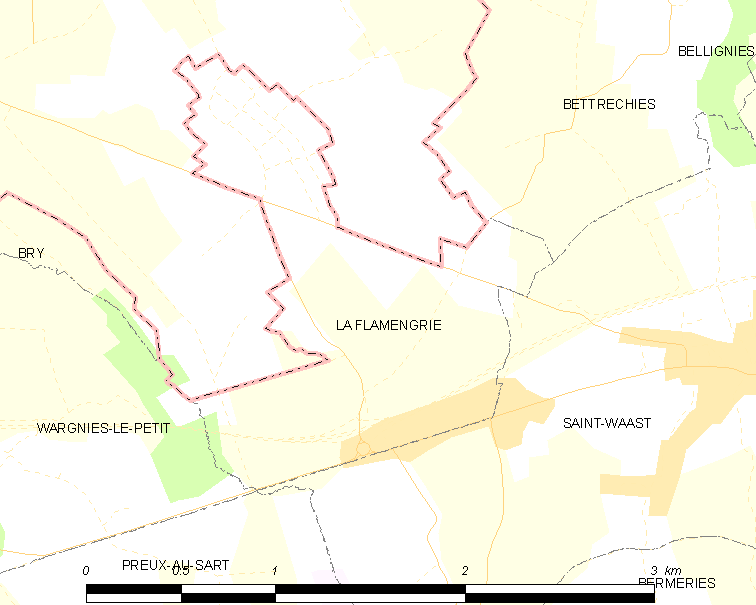
的OSM定位图

拉弗拉芒格里的时区为UTC+01:00、UTC+02:00（夏令时）。

## 行政
拉弗拉芒格里的邮政编码为59570，INSEE市镇编码为59232。

## 政治
拉弗拉芒格里所属的省级选区为欧努瓦-艾姆里县。

## 人口

1962-2008年间人口变化图示

拉弗拉芒格里于2022年1月1日时的人口数量为433人。